# Équipe de Chine de Fed Cup
L'équipe de Chine de Fed Cup est l’équipe qui représente la Chine lors de la compétition de tennis féminin par équipe nationale appelée Fed Cup (ou « Coupe de la Fédération » entre 1963 et 1994).
Elle est constituée d'une sélection des meilleures joueuses de tennis chinoises du moment sous l’égide de la Fédération chinoise de tennis.

## Résultats par année

### 1981 - 1989
- 1981 (5 tours, 32 équipes) : pour sa première participation, après une victoire au 1er tour contre la Thaïlande, la Chine s'incline au 2e tour contre l’Australie.
- 1982 (5 tours, 32 équipes) : après une victoire au 1er tour contre le Japon, la Chine s'incline au 2e tour contre l’Allemagne de l'Ouest.
- 1983 (qualifications + 5 tours, 39 équipes) : après une victoire en qualifications contre l’Indonésie et les Pays-Bas au 1er tour, la Chine s'incline au 2e tour contre la Yougoslavie.
- 1984 (qualifications + 5 tours, 36 équipes) : la Chine s'incline au 1er tour contre l’Allemagne de l'Ouest.
- 1985 (qualifications + 5 tours, 38 équipes) : après une victoire en qualifications contre l’Indonésie et le Brésil au 1er tour, la Chine s'incline au 2e tour contre les États-Unis.
- 1986 (qualifications + 5 tours, 42 équipes) : après une victoire en qualifications contre  Israël, la Chine s'incline au 1er tour contre les États-Unis.
- 1987 (qualifications + 5 tours, 42 équipes) : la Chine s'incline en qualifications contre le Chili.
- 1988 (qualifications + 5 tours, 36 équipes) : après une victoire en qualifications contre  Malte, la Chine s'incline au 1er tour contre la Nouvelle-Zélande.
- 1989 (qualifications + 5 tours, 40 équipes) : après une victoire en qualifications contre le Luxembourg, la Chine s'incline au 1er tour contre l’Australie.

### 1990 - 1999
- 1990 (qualifications + 5 tours, 44 équipes) : après une victoire en qualifications contre le Mexique, la Chine s'incline au 1er tour contre le Japon.
- 1991 (qualifications + 5 tours + barrages, 56 équipes) : après une victoire au 1er tour des qualifications contre la Norvège et le Luxembourg au 2e tour des qualifications et le Brésil au 1er tour, la Chine s'incline au 2e tour contre la Suisse.
- 1992 (5 tours + barrages, 32 équipes) : après une défaite au 1er tour contre la France, la Chine s'incline en play-offs contre la Finlande.
- 1993 (5 tours + barrages, 32 équipes) : après une victoire au 1er tour contre le Pérou, la Chine s'incline au 2e tour contre les États-Unis.
- 1994 (5 tours, 32 équipes) : la Chine s'incline au 1er tour contre le Japon.

La compétition change de format à compter de 1995 : la Coupe de la Fédération devient Fed Cup.
- 1995 - 1996 - 1997 - 1998 - 1999 : la Chine concourt dans les compétitions par zones géographiques.

### 2000 - 2009
- 2000 - 2001 : la Chine concourt dans les compétitions par zones géographiques.
- 2002 (4 tours, 16 équipes + play-offs) : la Chine s'incline en play-offs I contre la Russie.
- 2003 - 2004 : la Chine concourt dans les compétitions par zones géographiques.
- 2005 (3 tours, 8 équipes + groupe mondial II, play-offs I et II) : la Chine l’emporte en play-offs II contre la Slovénie.
- 2006 (3 tours, 8 équipes + groupe mondial II, play-offs I et II) : après une victoire en groupe mondial II contre l’Indonésie, la Chine l’emporte en play-offs I contre l’Allemagne.
- 2007 (3 tours, 8 équipes + groupe mondial II, play-offs I et II) : après une défaite en 1/4 de finale du groupe mondial contre l’Italie, la Chine l’emporte en play-offs I contre la Belgique.
- 2008 (3 tours, 8 équipes + groupe mondial II, play-offs I et II) : après une victoire en 1/4 de finale du groupe mondial contre la France, la Chine s'incline en 1/2 finale contre l’Espagne.
- 2009 (3 tours, 8 équipes + groupe mondial II, play-offs I et II) : après une défaite en 1/4 de finale du groupe mondial contre la Russie, la Chine s'incline en play-offs I contre l’Allemagne.

### 2010 - 2015
- 2010 (3 tours, 8 équipes + groupe mondial II, play-offs I et II) : après une défaite en groupe mondial II contre la Slovaquie, la Chine s'incline en play-offs II contre la Suède.
- 2011 : la Chine concourt dans les compétitions par zones géographiques.
- 2012 (3 tours, 8 équipes + groupe mondial II, play-offs I et II) : la Chine s'incline en play-offs II contre l’Argentine.
- 2013 - 2014 - 2015 : la Chine concourt dans les compétitions par zones géographiques.

## Bilan de l'équipe
Résultats des confrontations entre la Chine et ses adversaires les plus fréquents (3 rencontres minimum dans les groupes mondiaux).
| # | Adversaires | Rencontres | Victoires | Défaites | % victoires |
| - | ----------- | ---------- | --------- | -------- | ----------- |
| 1 | Indonésie   | 3          | 3         | 0        | 100 %       |
| 2 | Japon       | 3          | 1         | 2        | 33 %        |
| 3 | États-Unis  | 3          | 0         | 3        | 0 %         |

## Bilan des joueuses les plus sélectionnées
Ce bilan est calculé sur la base des rencontres officielles des groupes mondiaux et barrages I et II. Les rencontres des tableaux dits de « consolation » et celles par « zones géographiques » ne sont pas prises en compte. Les joueuses comptant moins de 5 sélections ne sont pas reprises dans le tableau.
| #  | Joueuses      | De   | à    | Sélections | Matchs | Victoires | Défaites | % victoires |
| -- | ------------- | ---- | ---- | ---------- | ------ | --------- | -------- | ----------- |
| 1  | Chen Li Ling  | 1989 | 1994 | 6          | 7      | 0         | 7        | 0 %         |
| 2  | Li Fang       | 1989 | 1994 | 13         | 22     | 12        | 10       | 55 %        |
| 3  | Li Na         | 2002 | 2008 | 5          | 9      | 7         | 2        | 78 %        |
| 4  | Li Xin-Yi     | 1981 | 1987 | 9          | 11     | 4         | 7        | 36 %        |
| 5  | Peng Shuai    | 2006 | 2010 | 6          | 12     | 5         | 7        | 42 %        |
| 6  | Sun Tiantian  | 2002 | 2009 | 7          | 11     | 3         | 8        | 27 %        |
| 7  | Tang Min      | 1988 | 1992 | 12         | 19     | 10        | 9        | 53 %        |
| 8  | Wang Ping Sr. | 1981 | 1984 | 7          | 9      | 3         | 6        | 33 %        |
| 9  | Yan Zi        | 2002 | 2009 | 6          | 10     | 4         | 6        | 40 %        |
| 10 | Yu Li-Qiao    | 1981 | 1983 | 7          | 10     | 4         | 6        | 40 %        |
| 11 | Zheng Jie     | 2002 | 2009 | 7          | 14     | 7         | 7        | 50 %        |
| 12 | Zhong Ni      | 1984 | 1987 | 7          | 8      | 3         | 5        | 38 %        |